# Cornularia
Cornularia is een geslacht van koralen uit de familie van de Cornulariidae.

## Soorten
- Cornularia atlantica Johnson, 1861
- Cornularia aurantiaca Stimpson, 1855
- Cornularia australis Busk, 1867
- Cornularia cornucopiae (Pallas, 1766)
- Cornularia pabloi McFadden & van Ofwegen, 2012